# Ernesto Cerruti
Ernesto Cerruti (Torino, 14 settembre 1844 – Perugia, 11 febbraio 1915) è stato un imprenditore italiano.

## Biografia
Nacque a Torino da Pietro e Marianna Castelli. Entrato alla scuola militare di Racconigi, il primo gennaio 1863 ottenne il brevetto d'ufficiale. Col grado di tenente fece il suo ingresso nei ranghi dell'esercito piemontese nel 1866. Combatté durante le guerre d'indipendenza al fianco di Garibaldi e nel 1869 decise di imbarcarsi per l'America. A Panama lavorò per conto dell'impresa commerciale Ferrari & Cía. Nel 1870 si trasferì a Buenaventura in qualità di aggregato consolare d'Italia, carica che ricoprì fino al 1882.
A Buenaventura divenne socio di Sebastián Tassara, da cui apprese ogni cosa attinente al commercio da e verso la Colombia, e anche le questioni doganali, riuscendo in breve a raggiungere una certa dimestichezza con la situazione commerciale e le varie imprese radicate sul territorio del Cauca. Grazie al suo incarico consolare e alle conoscenze, riuscì ad accumulare un notevole capitale che gli permise di acquistare i beni del suo vecchio socio e diventare uno dei principali mercanti stranieri della zona.
Nel 1871 ricevette l'ordine di trasferire gli uffici consolari a Cali. Qui, inaugurò l'impresa “Ernesto Cerruti” d'importazioni e esportazioni, con succursali a Buenaventura e a Palmira (associandosi, in quest'ultima a Fernando Ayala e a Vicente Guzmán), i principali centri economici della regione. La direzione dell'impresa venne affidata nelle mani di Pacifico Orejuela. A distanza di poco tempo, grazie anche all'appoggio del Tassara e del Ferrari, divenne il principale importatore di merci estere del Cauca. I suoi traffici e il ruolo di console lo resero, ben presto, un personaggio di prestigio a Cali, dove in quello stesso 1871 aveva anche contratto matrimonio con Emma Davies Mosquera, nipote del generale Tomás Cipriano de Mosquera, presidente dello Stato Sovrano del Cauca, donna colta che aveva studiato all'estero e conosceva diverse lingue straniere.
(ritratto del Cerruti fatto da Gustavo Arboleda)
I vantaggi politici ed economici derivati da questa unione non si fecero aspettare. Nel 1872 il governo del Cauca, presieduto dal generale Jeremías Cárdenas, gli commissionò l'importazione dagli Stati Uniti di 500 fucili e cento carabine Remington con 600.000 proiettili, baionette, sciabole e altri articoli correlati. Nonostante l'operazione venisse condotta con discrezione, nel 1873 ne vennero pubblicati i resoconti, poi sottoposti al Tribunale di Stato perché si verificasse la voce che voleva il Cerruti truffatore per circa 10.000 dollari.
L'affare dei fucili era teso a mostrare che Cerruti fosse un mercante senza scrupoli. A completare il quadro, venne riportata alla luce un'inchiesta aperta dalle autorità nazionali nel 1872 a Buenaventura, dove si indagava il diplomatico per falsificazione del sigillo dell'organismo e quindi contrabbando. L'accusato negò essere stato a conoscenza di ciò che gli si imputava e, in qualità di funzionario del corpo consolare, il caso venne rimesso al generale Tomás Rengifo, a capo della municipalità di Cali, che senza esitare decise di archiviare il tutto. Nonostante la corte suprema ordinasse di riprendere in mano l'indagine, non fu possibile incriminare Cerruti, che venne definitivamente assolto.
Conscio dei vantaggi che potevano derivare dai buoni rapporti con i politici del Cauca,  nel tentativo di approfittare del momento d'oro che stava vivendo in quell'epoca la regione, dal punto di vista delle esportazioni agricole, nel 1873 decise di creare una società sotto il nome di E. Cerruti & Cía, cui parteciparono, in qualità di soci, i generali Jeremías Cárdenas Mosquera, Lope Landaeta y Ezequiel Hurtado. La società contava su un capitale di 20.000 dollari e il suo obiettivo era quello di dedicarsi all'acquisto di chine dai luoghi stessi di produzione.
Cerruti, nello scegliere i suoi soci, non sbagliò affatto, dal momento che questi erano i rappresentanti militari più potenti dell'ala radicale del mosquerismo del Cauca. Jeremías Cárdenas Mosquera, figlio adottivo e genero del generale Mosquera, era quello con cui Cerruti aveva realizzato il lucroso affare dei fucili. Ezequiel Hurtado era il più importante tra i liberali radicali del Cauca, con ampie reti clientelari nella regione Almaguer-Silvia-Pitayó. Lope Landaeta, cognato di Hurtado, era, invece, un militare venezuelano giunto a dar man forte al grande generale all'epoca della guerra del '60.
A questo punto, alcune fonti tendono a sottolineare una perdita d'immagine del Cerruti in seguito alla creazione della nuova società. Si fa riferimento all'influenza esercitata dagli altri soci nell'ambito dello scenario politico dell'epoca e ai benefici che l'impresa ne traeva. Un dato suppositivo vorrebbe, in più, che i soci tutti riuscissero a far sì che l'antico distretto di Páez venisse creato in territorio dello Stato e che a capo di esso fosse nominato Vicente Garcés, personaggio accondiscendente, che facilitò gli iter burocratici per poter sfruttare i grandi boschi di china della cordigliera centrale, in particolare quelli appartenenti alle riserve indigene.
Oltre a questo, viene riferito che la società non si dedicò esclusivamente al commercio delle chine, ma anche, attraverso le solite influenze, a speculazioni su articoli di prima necessità, come il sale, che veniva importato dal Perù. Sembra che la reazione dei consumatori non si facesse aspettare: varie proteste vennero presentate ai consigli delle municipalità coinvolte. Queste decretarono il blocco di tutto il sale presente nei magazzini della società a Popayán, Cali, Buenaventura e Córdoba. Davanti alle proteste e alle misure prese dalle autorità dello Stato, Cerruti minacciò di far causa al governo del Cauca ricorrendo anche, se necessario, all'intervento del governo italiano, nel caso le sue proprietà non fossero rispettate. Questo aumentò ancor più le proteste della cittadinanza, che lasciava percepire l'odio verso lo straniero attraverso la distribuzione di volantini.
L'opportunità di intervenire attivamente sulla scena politica si presentò durante la guerra del 76, in cui il diviso partito liberale si vide costretto ad affrontare la reazione conservatrice. Il conflitto mise subito in risalto il valore degli aiuti prodigati dal Cerruti al governo dello stato del Cauca. Infatti, le armi che aveva importato nel '72 venivano ora utilizzate per fermare l'offensiva dei carracos, appoggiati apertamente dai settori clericali. Il coinvolgimento, poi, in prima persona dell'italiano nella lotta può essere spiegato dalla sua appartenenza alle logge massoniche, da sempre in contrasto con l'intolleranza della Chiesa. Per di più, Cerruti aveva un conto aperto con il clero del Cauca per via del disaccordo suscitato negli ambienti religiosi dal suo matrimonio, regolato solo secondo il rito civile.
Sebbene la fortuna di Cerruti e della sua compagnia sembrasse consolidarsi, i problemi non sembravano finire mai. I conservatori e i liberali indipendenti presto intrapresero una serie di campagne contro di lui e i suoi soci. Si cominciò a dire che il governo dello Stato Sovrano del Cauca si era formato secondo una "escritura pública", ovvero che era governato dalla Cerruti y Cía, di cui il presidente Ezequiel Hurtado era socio fondatore. Lo scandalo divampò quando Hurtado appose la propria firma a una circolare della casa Cerruti, datata 1º luglio 1879, ossia un mese prima di prendere possesso della carica di presidente dell'Unione. A Bogotà cominciarono allora a pubblicarsi volantini contro il presidente della nazione, accusato di esser reo di cerrutismo.
Nel 1882, dopo aver concluso il suo incarico di agente consolare, Cerruti partecipò attivamente alla lotta per far eleggere presidente del Cauca Tomás Rengifo, personaggio considerato come l'unico capace di mettere un freno agli indipendenti nella loro marcia verso il potere. Lo sforzo venne interrotto dalla morte del Rengifo stesso, l'11 gennaio 1883, ma riprese subito dopo anche se il nostro non si vide accompagnato dalla buona stella che gli aveva arriso in precedenza. La situazione politica era andata cambiando da quando gli indipendentisti, fin dalla rivoluzione del 1879, erano riusciti a consolidare il loro potere ai danni dei settori radicali. L'iniziativa politica non era più nelle mani dei suoi amici, soppiantati da fazioni “nuove” che ambivano a “rigenerare” non solo il Cauca, ma tutta la Colombia, come unico mezzo per raggiungere la pace di cui aveva bisogno lo sviluppo. Nonostante il progetto rigeneratore contasse su un appoggio massiccio nel Cauca, rimanevano ancora alcuni focolai di forze radicali che cercavano di impedire che si sviluppasse. Il principale di questi focolai si trovava a Cali, dove controllava la Corporazione municipale.
La situazione nel Cauca, tra 1883 e 1885, era estremamente tesa e lasciava presagire una guerra. I fatti si aggravarono a partire dal novembre del 1884, quando, con pretesto le elezioni municipali, gli indipendenti cominciarono a dividersi dando vita a scontri violenti che fecero temere che Cali venisse attaccata. Il deterioramento dell'ordine pubblico si allargò a tutto lo Stato, aumentando nel momento in cui si venne a sapere che “la suprema ora” era scoccata negli Stati di Santander, Cundinamarca, Boyacá, Tolima e Antioquia.
La situazione si complicò all'arrivo di un battaglione della Guardia Colombiana al comando del colonnello Guillermo Márquez, che si “vendette” ad alcuni commercianti radicali tra cui Cerruti, accusato di fornire denaro del Banco del Cauca “ai ribelli e ai traditori”. Questo portò a una serie di rappresaglie contro l'italiano, culminate '8 febbraio 1885 con il sequestro della fattoria Salento operato da truppe comandate da Juan de Dios Ulloa. Questi non tardò ad aggiungere che Cerruti, intervenendo in questioni di politica, aveva perso ogni diritto alla neutralità. Il ministro italiano giudicò l'incidente come un “appianamento gratuito secondo metodi inqualificabili”. Quest’atto scatenò una lunga crisi tra l’Italia e la Colombia: "generò un contenzioso che durò per decenni, coinvolgendo Spagna e Stati Uniti in complessi arbitrati internazionali, due interventi della Regia Marina in territorio colombiano e la conseguente rottura dei rapporti diplomatici in entrambe le occasioni".
Il 12 febbraio, Eliseo Payán, in qualità di presidente dello Stato Sovrano del Cauca, ordinò che venissero confiscate tutte le proprietà del Cerruti e dei suoi soci. Vennero inoltre sequestrati gli incassi della società a Buenaventura, Cali, Palmira e Popayán. Per giustificare queste misure, Payán si appellò alla legge 38 del 1879 dello Stato del Cauca, in base alla quale dichiarava bene nazionale “la proprietà personale del detto Cerruti, e allo stesso modo, quella che possiede in comunione coi ribelli Ezequiel Hurtado e Virgilio Quintana”. Al governo del Cauca non importò che la misura entrasse in contraddizione con la Costituzione Nazionale.
Le misure prese contro Cerruti non terminarono con la confisca. Mentre veniva saccheggiata la sua tenuta, a Cali una turba lo aveva preso di mira, minacciandolo di morte. Solo l'intervento dei commercianti Luis Fischer e Alberto Buckardt poté impedire un tragico epilogo. In seguito venne tradotto nelle carceri e si iniziò contro di lui un processo per ribellione, finché il 6 luglio il capitano del Flavio Gioia Colabianchi fece sbarcare truppe a Buenaventura e lo liberò. La scelta di un intervento diretto in territorio colombiano fu dovuto all'interruzione delle comunicazioni telegrafiche con l'Europa, dovuta alla manomissione da parte del governo dello Stato del Cauca, e alla necessità del capitano Colabianchi prendere una decisione in tempi brevissimi. Inevitabile fu la successiva rottura delle relazioni diplomatiche tra Italia e Colombia.
Cerruti partì alla volta dell'Europa, dove di lì a poco lo raggiunse la sua famiglia. Il 18 giugno 1886 riunì a Parigi un certo numero di investitori cui sollecitò fondi per poter iniziare un processo per la restituzione o indennizzazione dei beni. La questione fu affidata all'arbitrato del governo spagnolo, il cui verdetto non venne riconosciuto dalla Colombia, di modo che nel 1890 il governo degli Stati Uniti si offrì di mediare al problema. Il 2 marzo 1897 il presidente Grover Cleveland emise un'instanza arbitrale che concedeva a Cerruti la somma di 60.000 sterline (300.000 dollari) a titolo d'indennizzo. Oltre a questo la Colombia doveva farsi carico delle obbligazioni nei confronti dei creditori di Cerruti, il quale, a causa del blocco dei beni, era stato costretto a recedere dal compiere con gli obblighi della sua impresa.
Nel 1898 esplose il conflitto, dal momento che la Colombia non era stata in grado di iniziare il pagamento. Il 10 luglio venne convocato l'ambasciatore colombiano José Marcelino Hurtado presso la Cancelleria del Ministero degli Esteri italiano a Roma: gli veniva notificata la risoluzione presa dal governo italiano ad agire mediante intervento armato al fine di affrettare le operazioni di recupero del credito. Il governo italiano inviò cinque incrociatori al comando dell'ammiraglio Camillo Candiani che si assestarono al largo della costa del paese sudamericano, tra Cartagena e Buenaventura, in attesa di prendere possesso delle dogane nazionali fino al momento in cui il debito non fosse stato coperto. Nonostante la notizia dell'invio della squadra venisse prontamente comunicata dal rappresentante diplomatico colombiano al proprio governo, nulla venne fatto da questo per rimediare all'affronto. In compenso, le autorità cittadine a Cartagena pensarono bene di accogliere gli ospiti in maniera amichevole. Il ministro incaricato delle relazioni estere e il capo di gabinetto Caro non si pronunciarono. L'opinione pubblica venne tenuta all'oscuro di tutto. L'ammiraglio Candiani poté quindi, senza problemi, mettere a ferro e fuoco la città.
Anche se l'aggressione militare rappresentava un fatto grave già di per sé, di più lo era il fatto che le dogane del paese fossero, in quel momento, ipotecate in vista del risarcimento di buoni appartenenti a cittadini degli Stati Uniti. Questo creò un problema internazionale addizionale che obbligò a intervenire il Dipartimento di Stato nel rispetto degli interessi dei nordamericani.
La presenza della flotta italiana portò a manifestazioni contro l'Italia e gli italiani residenti nel paese, mettendo in pericolo la piccola ma operosa comunità che si era stabilita nel paese dei Caraibi. Da più parti veniva incolpato il clero per l'atteggiamento tenuto e le probabili pressioni esercitate ai danni dell'ex garibaldino. Ad ogni modo, nel 1899 la Colombia si vide costretta a pagare una cifra pari a 5.614.910 pesos in carta moneta, lasciando i Colombiani, opposti al regime di allora, nella convinzione che il governo avesse voluto salvare dalla bancarotta la società Cerruti y Cía., ritenuta insolvente a causa di un calo dei prezzi della china. Ciò che ottenne in cambio il governo fu di scarso valore, dal momento che, nei quindici anni che era durato il processo, le proprietà si erano esaurite e gli amministratori ufficiali erano stati incapaci di amministrare gli introiti come dovuto.